# Cyclopinodes pusilla
Cyclopinodes pusilla är en kräftdjursart. Cyclopinodes pusilla ingår i släktet Cyclopinodes och familjen Cyclopinidae. Inga underarter finns listade i Catalogue of Life.